# Phosphaenus hemipterus
Phosphaenus hemipterus — вид жесткокрылых из семейства светляки. Единственный представитель рода Phosphaenus.

## Описание
Усики заходят вершинами за основание переднеспинки. Глаза самца небольшие. Крылья отсутствуют. Надкрылья самца едва достигают первого тергита брюшка, у самки отсутствуют вовсе.